# Juniperus gracilior
Espèce
Classification phylogénétique
Statut de conservation UICN

 EN  : En danger
Juniperus gracilior est une espèce de plantes du genre Juniperus de la famille des Cupressacées. Elle est endémique d'Hispaniola, présente à la fois en Haïti et en République dominicaine. Il existe trois sous-espèces, toutes trois menacées.

## Noms vernaculaires
La sous-espèce ekmanii est appelée genévrier d'Ekman, baptisée d'après le botaniste suédois Erik Leonard Ekman . En espagnol, cette plante est appelée sabina ou cèdre.

## Description

### Appareil végétatif

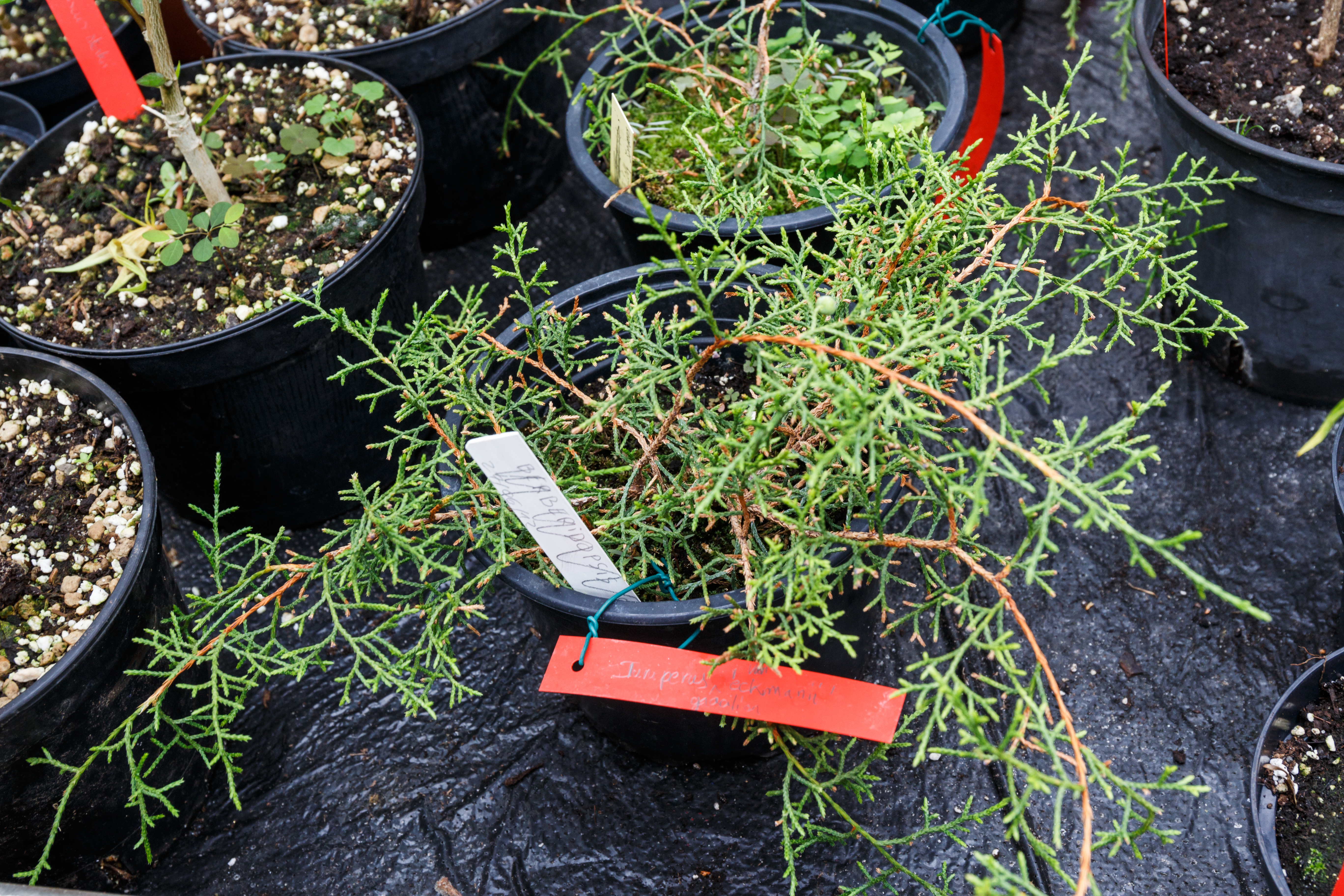
Bouture de genévrier d'Ekman

Le genévrier d'Ekman a une envergure de 5 à 10 cm de haut pour 3 à 5 m de large, tandis que le juniperus urbiana a une hauteur de 30 cm pour 1 à 2 m de largeur et pousse sur un sol calcaire. Les branches pendent et sont en règle générale quadrangulaires. Les feuilles sont acuminées et la glande visible près de la base ; la variante urbaniana diffère par ses feuilles plus larges.

## Taxonomie
Trois sous-espèces sont reconnues actuellement, chacune dans des situations géographiques très localisées:
- gracilior est située près de Constanza;
- urbaniana est située près du Pic la Selle et dans une plaine de la Chaîne de Baoruco au sein d'un parc national[1],[3];
- ekmanii n'a plus que quelques spécimens dans la Chaîne de la Selle[2].

## Distribution et habitat
Cette plante est aujourd'hui est extrêmement rare et ne subsiste que sur des zones isolées de l'île, près des chaînes de la Selle et de Baoruco. Sa disparition est principalement due à la coupe massive pour exploiter le bois gras de la plante, les feux provoqués par l'homme et le pâturage,.

## Conservation
Le genévrier d'Ekman fait l'objet d'un programme de sauvegarde du Conservatoire botanique national de Brest. Actuellement, sept genévriers sont recensés à l'état sauvage. Le conservatoire est parvenu à recréer une population de boutures in vitro, ce qui assure la survie de l'espèce.